# Savoia-Marchetti S.M.85
Il Savoia-Marchetti S.M.85 era un bombardiere in picchiata bimotore ad ala media sviluppato dall'azienda italiana Savoia-Marchetti negli anni trenta.
Entrato in servizio con la Regia Aeronautica, l'allora aeronautica militare del Regno d'Italia, all'inizio della seconda guerra mondiale non venne impiegato operativamente venendo ben presto sostituito nella linea di volo dagli Junkers Ju 87 "Picchiatello" (più noto come "Stuka" nome non ufficiale assegnato al modello dai piloti tedeschi ma così ribattezzato da quelli italiani).

## Storia
Durante gli anni venti l'allora colonnello Amedeo Mecozzi sviluppò una teoria per un particolare utilizzo dell'arma aerea in contrapposizione con quella di Giulio Douhet, in cui i velivoli sarebbero stati più efficaci arrivando sull'obiettivo in "volo rasente", cioè in volo alla minima quota possibile per sfruttare al massimo la sorpresa nell'attacco al nemico. Negli anni seguenti il concetto portò allo sviluppo di uno specifico ruolo all'interno della neofondata Regia Aeronautica, il bombardamento tattico, tramite l'uso dell'allora definito aereo da assalto (o da attacco al suolo, o da appoggio ravvicinato secondo le definizioni entrate in uso successivamente).
In questo periodo alcune aziende aeronautiche italiane intrapresero lo sviluppo di questa tipologia di velivolo su iniziativa privata per proporre alle autorità militari un modello che fosse in grado di rispondere alle esigenze di una simile tattica. Tali sforzi si concretizzarono nel decennio successivo per iniziativa della Ernesto Breda, con il monomotore Breda Ba.64, la Aeronautica Caproni, con il monomotore Caproni A.P.1, oltre alla Savoia-Marchetti che iniziò lo sviluppo dei bimotori Savoia-Marchetti S.M.85 ed S.M.86.
Nei tardi anni trenta, il Ministero dell'aeronautica avviò un programma di rinnovamento del parco velivoli in dotazione alla Regia Aeronautica per adeguarlo alle esigenze di una forza aerea moderna. Tra i nuovi progetti previsti dal "Programma R", pianificato dal capo di stato maggiore generale Giuseppe Valle, vi era quella di dotarsi di un nuovo velivolo da assalto da fornire ai nuovi reparti della Regia Aeronautica. Alla richiesta rispose la Breda con il nuovo Breda Ba.65 e la Savoia-Marchetti con i suoi bimotori.

### Sviluppo
La Savoia-Marchetti affidò il progetto all'ingegnere Alessandro Marchetti che decise di sviluppare un doppio modello adatto a soddisfare le specifiche richieste e che diede origine a due sviluppi paralleli che assunsero la designazione S.M.85 ed S.M.86.
Il velivolo, un monoplano bimotore a struttura interamente lignea, presentava un'ala medio-alta a sbalzo, fusoliera a sezione rettangolare, gambe anteriori del carrello retrattili e ruotino di coda fisso. L'abitacolo del pilota era in posizione molto avanzata, per garantirgli una migliore visibilità; inoltre un pannello trasparente era posizionato sul fondo dell'abitacolo per consentire una più semplice individuazione dei bersagli.
Il primo prototipo venne portato in volo per la prima volta il 19 dicembre del 1936 dal pilota collaudatore dell'azienda Adriano Bacula: i test portarono ad alcune modifiche, tra cui il cambio dell'elica, da bipala lignea a tripala metallica. Ulteriori prove svolte a Furbara nell'aprile del 1937 convinsero lo Stato Maggiore ad ordinare 48 esemplari, nonostante la scarsa velocità di punta ed i tempi di salita deludenti.
Gli esemplari di serie erano caratterizzati da eliche a passo variabile, migliorie strutturali e aerofreni perfezionati.
Il motore scelto per la serie era il Walter Sagitta, costruito dalla Alfa Romeo su licenza. Le prove negative sulle caratteristiche di questo motore portarono la commessa, nel gennaio del 1938, a soli 16 esemplari. La necessità di armare il Reparto Autonomo Volo a Tuffo, costituito il 20 luglio 1938, spinse lo Stato Maggiore ad ordinare 32 S.85 equipaggiati con motori Piaggio P.VII C.35 e 12 S.85 da equipaggiare con i Sagitta originali, prodotti in Cecoslovacchia, nella previsione di sostituirli con gli Isotta Fraschini Gamma, ancora in via di sperimentazione.
Nel marzo del 1939 i primi 10 S.85 entrarono in linea e l'aereo si rivelò un fallimento. Le gravi carenze riscontrate durante le esperienze del Reparto Sperimentale Volo a Tuffo riguardavano proprio il volo in picchiata, che risultava pericolosissimo per i frequenti avvitamenti incontrollabili e per i tempi lunghissimi di richiamata dell'apparecchio. Una commissione tecnica riunita per giudicare l'S.85 lo giudicò inadatto al servizio.
La commessa iniziale di una sessantina di apparecchi venne dimezzata, e i 34 esemplari prodotti fino a quel momento vennero concentrati, nel maggio 1940, in un gruppo autonomo tuffatori, il 96°.

### Impiego operativo
Nel giugno del 1940, il 96º Gruppo Tuffatori era stato dislocato a Pantelleria, in previsione di un suo impiego su Malta, o contro la flotta britannica. Il comandante del gruppo, maggiore Ercolano Ercolani, fece presente allo stato maggiore che un eventuale impiego in missione di guerra, visti i frequenti incidenti, avrebbe causato con sicurezza il 100% delle perdite. Per provare quanto asserito, il comandante si offriva altresì volontario. Questo bastò a far radiare gli S.M.85 dai ruoli operativi. Le macchine superstiti vennero avviate alla demolizione.
La mancanza di un valido progetto nazionale, anche in prospettiva, e la necessità operativa di disporre di un velivolo adatto al bombardamento in picchiata condussero la Regia Aeronautica a commissionare un centinaio di sperimentati e temuti tuffatori Junkers Ju 87, già ampiamente sperimentati dalla Luftwaffe.

## Varianti

### S.M.86
Derivato del S.M.85, compì il primo volo verso la metà del 1940, equipaggiato con una coppia di Walter Sagitta, dei 12 cilindri a V rovesciata raffreddati ad aria da 450 CV ciascuno. Un secondo prototipo, con motori Isotta Fraschini Gamma da 540 CV volò nell'agosto 1941. Lo sviluppo di questo velivolo venne ben presto abbandonato.